# Cliff Edwards
Pour les articles homonymes, voir Edwards.

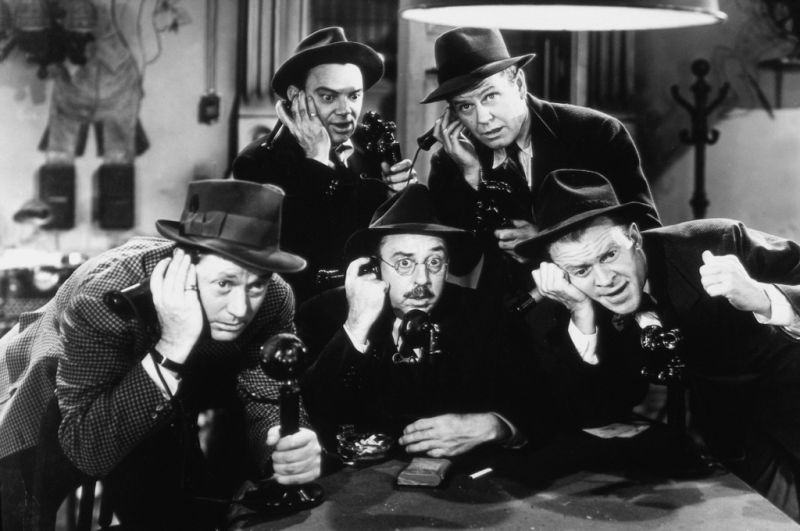
De gauche à droite :
Roscoe Karns, Cliff Edwards, Porter Hall, Regis Toomey et Frank Jenks dans La Dame du vendredi (1940)

Cliff Edwards, dit Ukelele Ike, né le 14 juin 1895 à Hannibal (Missouri) et mort le 17 juillet 1971, est un chanteur, un acteur et un musicien américain, très connu dans les années 1920 et 1930.

## Biographie
Il interpréta la voix de Jiminy Cricket dans la version originale du Pinocchio de Walt Disney et fut le premier à interpréter la chanson Singin' in the Rain, qu'il accompagna lui-même à l'ukulélé, instrument dont il était virtuose.

## Filmographie

### Comme acteur
- 1929 : Marianne : Soapstone « Soapy »
- 1929 : So This Is College : Windy
- 1929 : Hollywood chante et danse (The Hollywood Revue of 1929) de Charles Reisner : Lui-même
- 1930 : Lord Byron of Broadway de Harry Beaumont et William Nigh : Joe Lundeen
- 1930 : Montana Moon : Froggy
- 1930 : Way Out West : Trilby
- 1930 : Good News : « Pooch » Kearney
- 1930 : Buster s'en va-t'en guerre (Doughboys) de Edward Sedgwick : Nescopeck
- 1930 : Those Three French Girls de Harry Beaumont : Owly
- 1930 : Symphonie loufoque (Crazy House) : Writer
- 1930 : La Bande fantôme (Remote Control) de Nick Grinde et Malcolm St. Clair : Hog Caller
- 1931 : The Prodigal : Snipe
- 1931 : La Pente (Dance, Fools, Dance) : Bert Scranton
- 1931 : Buster se marie (Parlor, Bedroom and Bath) : Bellhop
- 1931 : Stepping Out : Paul
- 1931 : Shipmates (en) : « Bilge » Bryan
- 1931 : La Pécheresse (Laughing sinners) : Mike
- 1931 : Le Grand Amour (The Great Lover) : Finney
- 1931 : Buster millionnaire (Sidewalks of New York) de Jules White et Zion Myers : Poggle
- 1931 : La Faute de Madelon Claudet (The Sin of Madelon Claudet) d'Edgar Selwyn : Victor Lebeau
- 1931 : Les Titans du ciel (Hell Divers) : Baldy
- 1932 : Young Bride (en) : Pete
- 1932 : Fast Life (en) : Bumpy
- 1933 : Stop, Sadie, Stop : Ukelele Ike
- 1933 : Flying Devils (en) : Screwy Edwards
- 1933 : Take a Chance : Louie Webb
- 1934 : George White's Scandals (en) de Thornton Freeland, Harry Lachman et George White : Stew Hart
- 1935 : George White's 1935 Scandals : Dude Holloway
- 1935 : Mexico et retour (Red Salute) : Rooney
- 1936 : The Man I Marry (en) : Jerry Ridgeway
- 1937 : On lui donna un fusil (They Gave Him a Gun) : Laro
- 1937 : Inventions modernes (Modern Inventions) : Robot Barber Chair (voix)
- 1937 : Entre deux femmes (Between Two Women) : Snoopy, le reporter
- 1937 : Saratoga : Tip O'Brien
- 1937 : Bad Guy (en) : « Hi-Line » Hobart
- 1937 : The Women Men Marry (en) d'Errol Taggart (en) : Jerry Little
- 1937 : Arizona Bill (The Bad Man of Brimstone) : Jack « Buzz » McCreedy
- 1938 : La Belle Cabaretière (The Girl of the Golden West) : Minstrel Joe
- 1938 : Petite Miss Casse-Cou (The Little Adventuress) de D. Ross Lederman : Handy
- 1939 : Maisie d'Edwin L. Marin : « Shorty » Miller
- 1939 : Smuggled Cargo (en) : Professor
- 1939 : Ride, Cowboy, Ride : Hogie
- 1939 : The Royal Rodeo (en) : Shorty
- 1939 : Autant en emporte le vent (Gone with the Wind) de Victor Fleming : Le soldat qui se souvient
- 1940 : La Dame du vendredi (His Girl Friday) de Howard Hawks : Endicott, reporter
- 1940 : High School, de George Nichols Jr. : Jeff
- 1940 : Pinocchio : Jiminy Cricket (voix)
- 1940 : Millionaires in Prison (en) : Happy
- 1940 : Flowing Gold (en) d'Alfred E. Green : « Hot Rocks » Harris
- 1940 : Friendly Neighbors (en) : Notes
- 1940 : She Couldn't Say No (en) : Banjo Page
- 1941 : The Monster and the Girl (en) de Stuart Heisler : Leon Beecher « Tips » Stokes
- 1941 : Knockout (en) de William Clemens: Pinky (crédité) / Sleepy
- 1941 : Power Dive de James Patrick Hogan : Squid Watkins
- 1941 : Thunder Over the Prairie (en) de Lambert Hillyer : Bones Malloy
- 1941 : International Squadron (en) : Omaha McGrath
- 1941 : Prairie Stranger (en) : Bones
- 1941 : Dumbo de Ben Sharpsteen : Jim/Dandy Crow (voix)
- 1941 : Riders of the Badlands (en) de Howard Bretherton : Bones Malloy
- 1942 : West of Tombstone (en) : Harmony Haines
- 1942 : Lawless Plainsmen (en) : Harmony Stubbs
- 1942 : Sundown Jim de James Tinling : le propriétaire de l'écurie
- 1942 : Riders of the Northland (en) : « Harmony » Bumpas
- 1942 : Bad Men of the Hills (en) : Harmony Haines
- 1942 : Overland to Deadwood (en) : Harmony Hobbs
- 1942 : Bandit Ranger (en) : Ike
- 1942 : Forçats contre espions (Seven Miles from Alcatraz) d'Edward Dmytryk : Stormy
- 1942 : Pirates of the Prairie (en) : Ike
- 1942 : Robin des Bois cow-boy (Red River Robin Hood) de Lesley Selander : Ike
- 1942 : Far West (American Empire) : Runty
- 1943 : Fighting Frontier (en) : Ike
- 1943 : Salute for Three (en) : Foggy
- 1943 : Le Faucon pris au piège (The Falcon Strikes Back) d'Edward Dmytryk : Goldie Locke
- 1943 : Sagebrush Law (en) : Ike
- 1943 : The Avenging Rider (en) de Sam Nelson : Ike aussi connu sous Aloysius Fingers
- 1947 : Coquin de printemps (Fun and Fancy Free) : Jiminy Cricket (voix)
- 1949 : The Cliff Edwards Show (série TV) : hôte
- 1955 : You the Human Animal : Jiminy Cricket (voix)
- 1955 : You and Your Five Senses : Jiminy Cricket (voix)
- 1955 : You and Your Senses of Smell and Taste : Jiminy Cricket (voix)
- 1955 : You and Your Food : Jiminy Cricket (voix)
- 1955 : You and Your Sense of Touch : Jiminy Cricket (voix)
- 1955 : I'm No Fool with a Bicycle : Jiminy Cricket (voix)
- 1955 : I'm No Fool with Fire : Jiminy Cricket (voix)
- 1955 : The Littlest Outlaw
- 1955 : The Mickey Mouse Club (série TV) : Jiminy Cricket (voix)
- 1956 : I'm No Fool Having Fun : Jiminy Cricket (voix)
- 1956 : I'm No Fool in Water : Jiminy Cricket (voix)
- 1956 : You and Your Ears : Jiminy Cricket (voix)
- 1956 : I'm No Fool as a Pedestrian : Jiminy Cricket (voix)
- 1965 : The Man from Button Willow (en) (voix)
- 1970 : I'm No Fool with Electricity : Jiminy Cricket (voix)